# Kévin Gimeno
Pour les articles homonymes, voir Gimeno.

a Compétitions nationales et continentales officielles uniquement.

Dernière mise à jour le 13 juin 2022.
Kévin Gimeno, né le 11 septembre 1991, est un joueur français de rugby à XV jouant aux postes de troisième ligne aile ou deuxième ligne à l'US Montauban.

## Biographie

### Jeunesse et formation
Formé à l'AS Béziers, il fait partie de la promotion Jacques Fouroux (2009-2010) au Pôle France du Centre National de Rugby de Linas-Marcoussis aux côtés de, entre autres, Jean-Pascal Barraque, Paul Couet-Lannes, Marvin O'Connor, Vincent Martin, Gillian Galan, Antoine Guillamon et Yann Lesgourgues. 

### Carrière professionnelle
Il joue un match avec l'équipe première de Béziers en Fédérale 1. La saison suivante, il rejoint le Montpellier Hérault rugby et dispute son premier match professionnel le 16 avril 2011 lors de la rencontre contre l'Aviron bayonnais. Avec Montpellier, il se forge un palmarès : il remporte un titre de champion de France Reichel en 2011 et un titre de champion de France espoirs en  mai 2013,. Le 5 mai 2014, en mal de temps de jeu en Top 14, il signe un contrat de deux ans avec l'US Carcassonne XV ou il restera quatre saisons, puis rejoint le Castres elympique où il joue de 2018 à 2020.
En février 2020, il s'engage pour le Biarritz olympique à partir de la saison 2020-2021. Après deux saisons au BO, il signe à l'US Montauban.

## Statistiques en équipe nationale
- Sélections en équipe de France moins de 20 ans
  - Participation au championnat du monde 2010 des moins de 20 ans (5 matchs, 2 titularisations, 2 essais)[9]
- Sélections en équipe de France moins de 19 ans
- Sélections en équipe de France moins de 18 ans

## Palmarès
- Montpellier HR

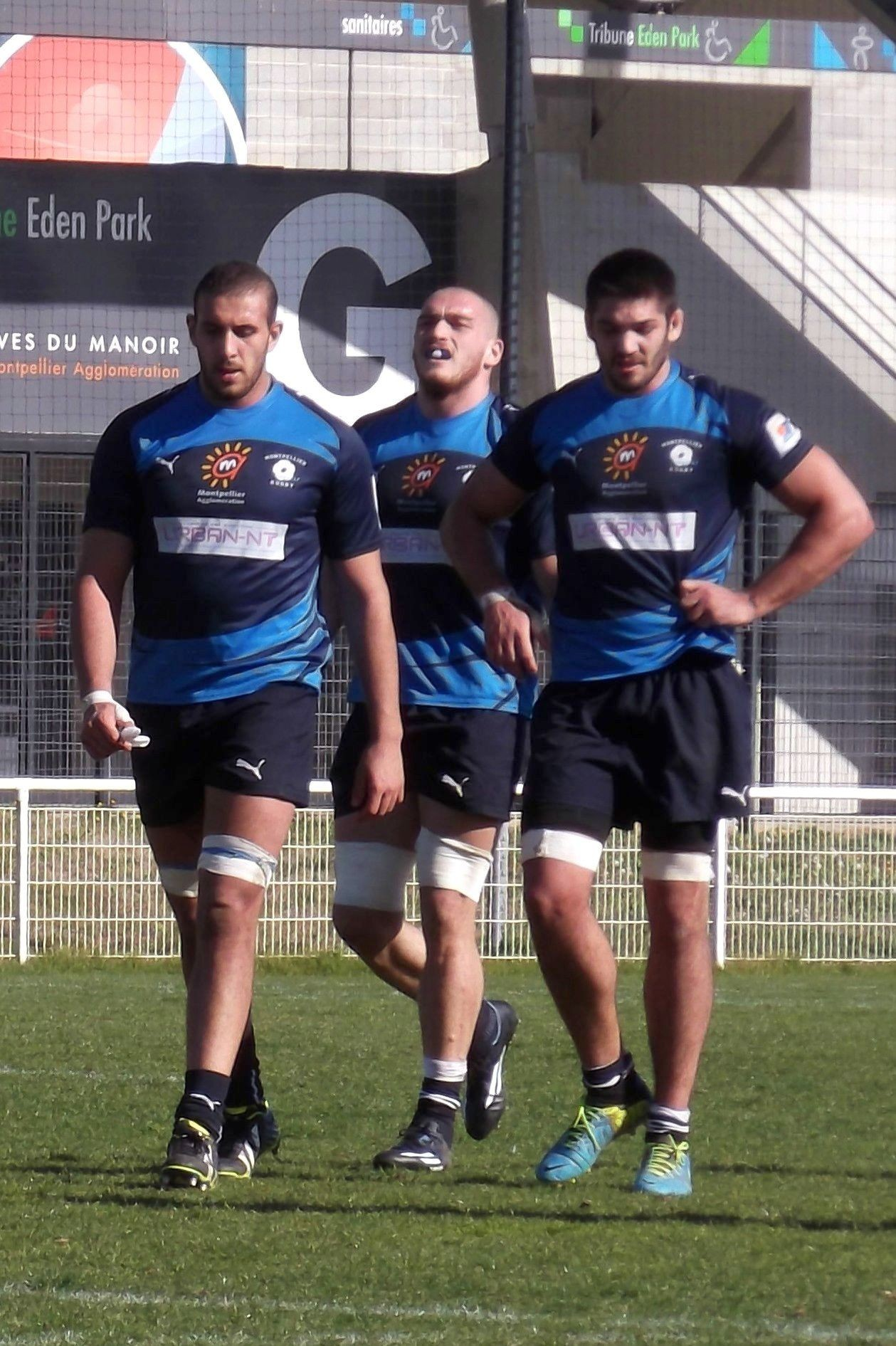
Kevin Gimeno avec les Espoirs du MHR (de gauche à droite : Aliouat, Lomidze, Gimeno).

  - Vainqueur du Championnat de France junior Reichel en 2011.
  - Vainqueur du Championnat de France espoirs en 2013.
- US Montauban
  - Vainqueur du Championnat de France de 2e division en 2025.